# Federico Bruno
Federico Bruno (ur. 18 czerwca 1993 w Concordii) – argentyński lekkoatleta specjalizujący się w biegach średnio- i długodystansowych. Wielokrotny medalista mistrzostw Ameryki Południowej i halowy mistrz Ameryki Południowej, złoty medalista igrzysk Ameryki Południowej, uczestnik mistrzostw świata oraz igrzysk olimpijskich.

## Przebieg kariery
Wystąpił w 2010 roku na igrzyskach olimpijskich młodzieży, gdzie uplasował się na 5. pozycji w konkurencji biegu na 3000 m. Rok później po raz pierwszy w karierze został medalistą mistrzostw Ameryki Południowej, na zmaganiach w Buenos Aires zdobył brązowy medal w konkurencji biegu na 1500 m. Brał udział w mistrzostwach kontynentalnych do lat 20, gdzie w tej samej konkurencji wywalczył złoty medal. W 2015 roku otrzymał dwa srebrne medale mistrzostw Ameryki Południowej, w konkurencji biegu na dystansie zarówno 1500, jak i 5000 m.
W czasie igrzysk olimpijskich w Rio de Janeiro brał udział w konkurencji maratonu. Zajął odległą, 136. pozycję z czasem 2:40:05.
W 2017 zdobył złoty medal mistrzostw Ameryki Południowej, był również uczestnikiem mistrzostw świata, na których wystąpił w konkurencji biegu na 1500 m i odpadł w eliminacjach. W 2020 został pierwszym w historii halowym mistrzem Ameryki Południowej w konkurencji biegu na 1500 m, a dwa lata później w konkurencji biegu zarówno na 1500, jak i 5000 m zdobył złoty medal igrzysk Ameryki Południowej.
W latach 2011–2013 oraz 2021-2022 zdobył pięć tytułów mistrza kraju.

## Osiągnięcia
| Rok     | Zawody                                      | Miasto              | Miejsce | Konkurencja        | Wynik    |
| ------- | ------------------------------------------- | ------------------- | ------- | ------------------ | -------- |
| 2010    | Letnie igrzyska olimpijskie młodzieży       | Singapur            | 5.      | bieg na 3000 m     | 8:58,63  |
| 2011    | Mistrzostwa Ameryki Południowej             | Buenos Aires        | 3.      | bieg na 1500 m     | 3:47,81  |
| 2011    | Mistrzostwa panamerykańskie juniorów        | Miramar             | 4.      | bieg na 1500 m     | 3:53,94  |
| 2011    | Mistrzostwa Ameryki Południowej juniorów    | Medellín            | 8.      | bieg na 800 m      | 1:54,55  |
| 2011    | Mistrzostwa Ameryki Południowej juniorów    | Medellín            | 1.      | bieg na 1500 m     | 3:53,04  |
| 2011    | Mistrzostwa Ameryki Południowej juniorów    | Medellín            | 4.      | sztafeta 4 × 400 m | 3:18,86  |
| 2011    | Igrzyska panamerykańskie                    | Guadalajara         | 13.     | bieg na 1500 m     | 4:01,09  |
| 2012    | Mistrzostwa świata juniorów                 | Barcelona           | 11.     | bieg na 1500 m     | 3:55,38  |
| 2012    | Młodzieżowe mistrzostwa Ameryki Południowej | São Paulo           | 1.      | bieg na 1500 m     | 3:47,13  |
| 2012    | Młodzieżowe mistrzostwa Ameryki Południowej | São Paulo           | 2.      | bieg na 1500 m     | 14:24,21 |
| 2013    | Mistrzostwa Ameryki Południowej             | Cartagena de Indias | 2.      | bieg na 1500 m     | 3:45,94  |
| 2014    | Igrzyska Ameryki Południowej                | Santiago            | 1.      | bieg na 1500 m     | 3:39,96  |
| 2014    | Igrzyska Ameryki Południowej                | Santiago            | 4.      | bieg na 5000 m     | 14:11,55 |
| 2015    | Mistrzostwa Ameryki Południowej             | Lima                | 2.      | bieg na 1500 m     | 3:42,21  |
| 2015    | Mistrzostwa Ameryki Południowej             | Lima                | 2.      | bieg na 5000 m     | 14:06,25 |
| 2015    | Igrzyska panamerykańskie                    | Toronto             | 6.      | bieg na 1500 m     | 3:42,88  |
| 2015    | Igrzyska panamerykańskie                    | Toronto             | DNF     | bieg na 5000 m     | N/A      |
| 2016    | Letnie igrzyska olimpijskie                 | Rio de Janeiro      | 136.    | maraton            | 2:40:05  |
| 2017    | Mistrzostwa Ameryki Południowej             | Asunción            | 1.      | bieg na 1500 m     | 3:45,28  |
| 2017    | Mistrzostwa świata                          | Londyn              | 7. H    | bieg na 1500 m     | 3:43,16  |
| 2018    | Halowe mistrzostwa świata                   | Birmingham          | 5. H    | bieg na 3000 m     | 7:58,98  |
| 2018    | Igrzyska Ameryki Południowej                | Cochabamba          | 3.      | bieg na 1500 m     | 3:54,34  |
| 2019    | Mistrzostwa świata w biegach przełajowych   | Aarhus              | 82.     | seniorzy, ind.     | 35:07    |
| 2019    | Igrzyska panamerykańskie                    | Lima                | 5.      | bieg na 1500 m     | 3:43,17  |
| 2019    | Igrzyska panamerykańskie                    | Lima                | 4.      | bieg na 5000 m     | 13:55,75 |
| 2020    | Halowe mistrzostwa Ameryki Południowej      | Cochabamba          | 1.      | bieg na 1500 m     | 3:56,88  |
| 2020    | Halowe mistrzostwa Ameryki Południowej      | Cochabamba          | DNF     | bieg na 5000 m     | N/A      |
| 2021    | Mistrzostwa Ameryki Południowej             | Guayaquil           | 2.      | bieg na 1500 m     | 3:38,25  |
| 2022    | Halowe mistrzostwa świata                   | Belgrad             | 5. H    | bieg na 1500 m     | 3:39,34  |
| 2022    | Igrzyska Ameryki Południowej                | Asunción            | 1.      | bieg na 1500 m     | 3:40,90  |
| 2022    | Igrzyska Ameryki Południowej                | Asunción            | 1.      | bieg na 5000 m     | 13:54,79 |
| Źródło: |                                             |                     |         |                    |          |

## Rekordy życiowe
(stan na 4 kwietnia 2023)
- bieg na 1500 m – 3:36,18 (29 lipca 2021, Castellón)
- bieg na 3000 m – 7:54,34 (27 marca 2015, Buenos Aires)
- bieg na 5000 m – 13:31,42 (19 kwietnia 2019, Torrance)
- bieg na 10 000 m – 29:44,87 (27 kwietnia 2014, Rosario)
- półmaraton – 1:02:10 (21 sierpnia 2022, Buenos Aires)
- maraton – 2:15:40 (17 kwietnia 2016, Hamburg)

Halowe
- bieg na 1500 m – 3:38,03 (8 lutego 2022, Sabadell)
- bieg na 3000 m – 7:47,21 (25 lutego 2023, Walencja)

Źródło: 